# 戦国自衛隊 オリジナル・サウンドトラック
『「戦国自衛隊」オリジナル・サウンドトラック』（せんごくじえいたいオリジナルサウンドトラック）は、1979年に公開された角川映画『戦国自衛隊』のサウンドトラックである。

## 解説
映画関連で4枚のシングルが計3社（キャニオンレコード、アトランティック・レコード、コロムビア・レコード）から合計4枚発売されたが、10曲を集めたサントラ盤は、キャニオンレコード1社から発売された。
所属の異なるアーティストが呉越同舟的に1枚のLPに収録されることは前代未聞のこと。こんなことは各レコード会社の縄張り意識が強い日本では考えられないことだが、“レコード制作の通念が変わるのでは?”と音楽業界に大きな話題を呼びつつある。
この発案は、プロデューサーの角川春樹（このアルバムでは音楽監督も努めた）で、彼が好きだったアメリカ映画「アメリカン・グラフィティ」の複数のアーティストの色んな曲が劇中で流れるのをこの映画でも試してみたが、どの曲も強烈な印象が残らずヒット曲は生まれなかった。
なお、アルバム収録曲のうち、ジョー山中の「GOIN' HOME」と高橋研の「星空へ駆け登れ」は、シングルカットされていない。

## アルバム

### 「戦国自衛隊」オリジナル・サウンドトラック（1979年）

#### 収録曲
| #         | タイトル                                          | 作詞                 | 作曲           | 編曲                             | 歌         | 時間  |
| --------- | ------------------------------------------------- | -------------------- | -------------- | -------------------------------- | ---------- | ----- |
| 1.        | 「戦国自衛隊のテーマ」                            | 松村コージ、鈴木清司 | 小池幹夫       | 平野融                           | 松村とおる | 4:36  |
| 2.        | 「DREAMER」(ドリーマー)                           | Brockley             | 井上堯之       | 井上堯之                         | 井上堯之   | 6:00  |
| 3.        | 「もうなくすものはない」(NOTHING TO LOSE ANYMORE) | ジョー山中           | ジョー山中     | 篠原信彦                         | ジョー山中 | 4:29  |
| 4.        | 「GOIN' HOME」(ゴーイン・ホーム)                  | ジョー山中           | ジョー山中     | 篠原信彦                         | ジョー山中 | 5:18  |
| 5.        | 「愛よ静かに帰れ」                                | 麻生ひろし           | 鈴木キサブロー | センチメンタル・シティ・ロマンス | 松村とおる | 3:19  |
| 合計時間: | 合計時間:                                         | 合計時間:            | 合計時間:      | 合計時間:                        | 合計時間:  | 23:42 |

| #         | タイトル                                 | 作詞      | 作曲      | 編曲       | 歌         | 時間  |
| --------- | ---------------------------------------- | --------- | --------- | ---------- | ---------- | ----- |
| 6.        | 「ララバイ・オブ・ユー」(LULLABY OF YOU) | 阿木燿子  | 宇崎竜童  | 篠原信彦   | ジョー山中 | 5:43  |
| 7.        | 「星空へ駆け登れ」                       | 高橋研    | 高橋研    | 羽田健太郎 | 高橋研     | 4:14  |
| 8.        | 「ENDLESS WAY」(終りのない旅)            | 宮崎郁子  | 井上堯之  | 井上堯之   | 井上堯之   | 4:29  |
| 9.        | 「ジャイアント・シティ」(GIANT CITY)     | 高橋研    | 高橋研    | 羽田健太郎 | 高橋研     | 3:44  |
| 10.       | 「スクリーンに雨が降る」                 | 高橋研    | 高橋研    | 羽田健太郎 | 高橋研     | 4:44  |
| 合計時間: | 合計時間:                                | 合計時間: | 合計時間: | 合計時間:  | 合計時間:  | 22:54 |

#### レコーディング・スタッフ
- ゼネラル・プロデューサー：角川春樹
- プロデューサー：鈴木清司、高桑忠男（東映）

### 「戦国自衛隊 4Kデジタル修復 Ultra HD」付属オリジナル・サウンド・トラック（2022年）
今まで存在しないと言われていた6mmの音源を、2022年「戦国自衛隊 4Kデジタル修復 Ultra HD」発売の際に発掘。過去、イメージソング集が「戦国自衛隊」サントラとして発売されていたが、今回発掘された6mmをリマスターした劇伴を、特典として初CD化された。

すべてインストゥルメンタルで、作曲・編曲もすべて羽田健太郎。
| #         | タイトル                        | 作詞  | 作曲・編曲 | 時間 |
| --------- | ------------------------------- | ----- | ---------- | ---- |
| 1.        | 「前兆 (M1)」                   |       |            | 1:39 |
| 2.        | 「メインタイトル (M2)」         |       |            | 2:30 |
| 3.        | 「タイムスリップ (M3+M4)」      |       |            | 1:05 |
| 4.        | 「接触 (M5、M6C)」              |       |            | 1:20 |
| 5.        | 「長尾景虎 (M7、M8)」           |       |            | 1:50 |
| 6.        | 「現代兵器と景虎 (M9T2)」       |       |            | 3:21 |
| 7.        | 「最初の犠牲者 (M9A、M10)」     |       |            | 2:20 |
| 8.        | 「景虎との共闘 (M11)」          |       |            | 2:03 |
| 9.        | 「過去と現在1 (M12)」           |       |            | 1:09 |
| 10.       | 「伊庭と矢野1 (M14)」           |       |            | 0:51 |
| 11.       | 「時代を超えた交流 (M15)」      |       |            | 1:00 |
| 12.       | 「天下を奪る (M17)」            |       |            | 1:27 |
| 13.       | 「過去と現在2 (M20)」           |       |            | 0:41 |
| 14.       | 「暴走 (M20EXT、M22)」          |       |            | 2:00 |
| 15.       | 「伊庭と矢野2 (M23、M24、M25)」 |       |            | 2:24 |
| 16.       | 「それぞれの道 (M27、M28T2)」   |       |            | 2:23 |
| 17.       | 「春日山城 (M30、M31)」         |       |            | 1:35 |
| 18.       | 「野営 (M33)」                  |       |            | 0:37 |
| 19.       | 「川中島1 (M34、M35)」          |       |            | 2:50 |
| 20.       | 「川中島1 (M36、M38)」          |       |            | 2:03 |
| 21.       | 「過去と現在3 (M38A)」          |       |            | 0:45 |
| 22.       | 「武田信玄 (M39、M40)」         |       |            | 2:02 |
| 23.       | 「武田勝頼 (M41)」              |       |            | 1:34 |
| 24.       | 「御所会談 (M42)」              |       |            | 0:23 |
| 25.       | 「伊庭と景虎 (M43)」            |       |            | 1:06 |
| 合計時間: | 合計時間:                       | 40:58 |            |      |

### 「戦国自衛隊」オリジナル・サウンドトラック（2023年）
長らく失われたとされてきた本作の音楽が、公開四十余年を経てついに発見。本編使用楽曲はもちろんのこと、遺された未使用音源の数々から明かされる戦国サウンドの伝説。ジョー山中『ララバイ・オブ・ユー』松村とおる『戦国自衛隊のテーマ』ほか、主題歌、挿入歌の数々も収録、全曲リマスタリングを行ったCD2枚組の最終完全盤。

#### 収録曲
| #         | タイトル                                                  | 作詞                 | 作曲       | 編曲       | 歌         | 時間  |
| --------- | --------------------------------------------------------- | -------------------- | ---------- | ---------- | ---------- | ----- |
| 1.        | 「前兆 (M1)」                                             |                      | 羽田健太郎 | 羽田健太郎 |            | 1:39  |
| 2.        | 「メインタイトル (M2)」                                   |                      | 羽田健太郎 | 羽田健太郎 |            | 2:30  |
| 3.        | 「タイムスリップ (M3+M4)」                                |                      | 羽田健太郎 | 羽田健太郎 |            | 1:05  |
| 4.        | 「接触 (M5、M6C)」                                        |                      | 羽田健太郎 | 羽田健太郎 |            | 1:20  |
| 5.        | 「長尾景虎 (M7、M8)」                                     |                      | 羽田健太郎 | 羽田健太郎 |            | 1:50  |
| 6.        | 「現代兵器と景虎 (M9T2)」                                 |                      | 羽田健太郎 | 羽田健太郎 |            | 3:21  |
| 7.        | 「最初の犠牲者 (M9A、M10)」                               |                      | 羽田健太郎 | 羽田健太郎 |            | 2:20  |
| 8.        | 「景虎との共闘 (M11)」                                    |                      | 羽田健太郎 | 羽田健太郎 |            | 2:03  |
| 9.        | 「過去と現在1 (M12)」                                     |                      | 羽田健太郎 | 羽田健太郎 |            | 1:09  |
| 10.       | 「伊庭と矢野1 (M14)」                                     |                      | 羽田健太郎 | 羽田健太郎 |            | 0:51  |
| 11.       | 「時代を超えた交流 (M15)」                                |                      | 羽田健太郎 | 羽田健太郎 |            | 1:00  |
| 12.       | 「天下を奪る (M17)」                                      |                      | 羽田健太郎 | 羽田健太郎 |            | 1:27  |
| 13.       | 「過去と現在2 (M20)」                                     |                      | 羽田健太郎 | 羽田健太郎 |            | 0:41  |
| 14.       | 「もうなくすものはない」(NOTHING TO LOSE ANYMORE／編集曲) | ジョー山中           | ジョー山中 | 篠原信彦   | ジョー山中 | 1:59  |
| 15.       | 「暴走 (M20EXT、M22)」                                    |                      | 羽田健太郎 | 羽田健太郎 |            | 2:00  |
| 16.       | 「伊庭と矢野2 (M23、M24、M25)」                           |                      | 羽田健太郎 | 羽田健太郎 |            | 2:24  |
| 17.       | 「戦国自衛隊のテーマ」(編集曲)                            | 松村コージ、鈴木清司 | 小池幹夫   | 平野融     | 松村とおる | 2:06  |
| 18.       | 「それぞれの道 (M27、M28T2)」                             |                      | 羽田健太郎 | 羽田健太郎 |            | 2:23  |
| 19.       | 「春日山城 (M30、M31)」                                   |                      | 羽田健太郎 | 羽田健太郎 |            | 1:35  |
| 20.       | 「DREAMER」(ドリーマー／編集曲)                           | Brockley             | 井上堯之   | 井上堯之   | 井上堯之   | 2:06  |
| 21.       | 「野営 (M33)」                                            |                      | 羽田健太郎 | 羽田健太郎 |            | 0:37  |
| 22.       | 「GOIN' HOME」(ゴーイン・ホーム／編集曲)                  | ジョー山中           | ジョー山中 | 篠原信彦   | ジョー山中 | 3:29  |
| 23.       | 「川中島1 (M34、M35)」                                    |                      | 羽田健太郎 | 羽田健太郎 |            | 2:50  |
| 24.       | 「川中島2 (M36、M38)」                                    |                      | 羽田健太郎 | 羽田健太郎 |            | 2:03  |
| 25.       | 「過去と現在3 (M38A)」                                    |                      | 羽田健太郎 | 羽田健太郎 |            | 0:45  |
| 26.       | 「武田信玄 (M39、M40)」                                   |                      | 羽田健太郎 | 羽田健太郎 |            | 2:02  |
| 27.       | 「武田勝頼 (M41)」                                        |                      | 羽田健太郎 | 羽田健太郎 |            | 1:34  |
| 28.       | 「ENDLESS WAY」(終りのない旅／編集曲)                     | 宮崎郁子             | 井上堯之   | 井上堯之   | 井上堯之   | 2:56  |
| 29.       | 「御所会談 (M42)」                                        |                      | 羽田健太郎 | 羽田健太郎 |            | 0:23  |
| 30.       | 「スクリーンに雨が降る」(編集曲)                          | 高橋研               | 高橋研     | 羽田健太郎 | 高橋研     | 1:59  |
| 31.       | 「伊庭と景虎 (M43)」                                      |                      | 羽田健太郎 | 羽田健太郎 |            | 1:06  |
| 32.       | 「ララバイ・オブ・ユー」(LULLABY OF YOU)                  | 阿木燿子             | 宇崎竜童   | 篠原信彦   | ジョー山中 | 5:42  |
| 合計時間: | 合計時間:                                                 | 合計時間:            | 合計時間:  | 合計時間:  | 合計時間:  | 61:15 |

| #         | タイトル                                          | 作詞                 | 作曲           | 編曲                             | 歌         | 時間  |
| --------- | ------------------------------------------------- | -------------------- | -------------- | -------------------------------- | ---------- | ----- |
| 1.        | 「戦国自衛隊のテーマ」                            | 松村コージ、鈴木清司 | 小池幹夫       | 平野融                           | 松村とおる | 4:39  |
| 2.        | 「DREAMER」(ドリーマー)                           | Brockley             | 井上堯之       | 井上堯之                         | 井上堯之   | 6:09  |
| 3.        | 「もうなくすものはない」(NOTHING TO LOSE ANYMORE) | ジョー山中           | ジョー山中     | 篠原信彦                         | ジョー山中 | 4:32  |
| 4.        | 「GOIN' HOME」(ゴーイン・ホーム)                  | ジョー山中           | ジョー山中     | 篠原信彦                         | ジョー山中 | 5:20  |
| 5.        | 「愛よ静かに帰れ」                                | 麻生ひろし           | 鈴木キサブロー | センチメンタル・シティ・ロマンス | 松村とおる | 3:23  |
| 6.        | 「星空へ駆け登れ」                                | 高橋研               | 高橋研         | 羽田健太郎                       | 高橋研     | 4:17  |
| 7.        | 「ENDLESS WAY」(終りのない旅)                     | 宮崎郁子             | 井上堯之       | 井上堯之                         | 井上堯之   | 4:33  |
| 8.        | 「ジャイアント・シティ」(GIANT CITY)              | 高橋研               | 高橋研         | 羽田健太郎                       | 高橋研     | 3:47  |
| 9.        | 「スクリーンに雨が降る」                          | 高橋研               | 高橋研         | 羽田健太郎                       | 高橋研     | 4:48  |
| 10.       | 「未使用曲1」                                     |                      | 羽田健太郎     | 羽田健太郎                       |            | 1:16  |
| 11.       | 「未使用曲2」                                     |                      | 羽田健太郎     | 羽田健太郎                       |            | 1:12  |
| 12.       | 「未使用曲3」                                     |                      | 羽田健太郎     | 羽田健太郎                       |            | 3:21  |
| 13.       | 「未使用曲4」                                     |                      | 羽田健太郎     | 羽田健太郎                       |            | 0:59  |
| 14.       | 「未使用曲5」                                     |                      | 羽田健太郎     | 羽田健太郎                       |            | 0:36  |
| 15.       | 「未使用曲6」                                     |                      | 羽田健太郎     | 羽田健太郎                       |            | 1:38  |
| 16.       | 「未使用曲7」                                     |                      | 羽田健太郎     | 羽田健太郎                       |            | 1:49  |
| 17.       | 「未使用曲8」                                     |                      | 羽田健太郎     | 羽田健太郎                       |            | 1:50  |
| 18.       | 「未使用曲9」                                     |                      | 羽田健太郎     | 羽田健太郎                       |            | 1:58  |
| 19.       | 「未使用曲10」                                    |                      | 羽田健太郎     | 羽田健太郎                       |            | 2:36  |
| 20.       | 「未使用曲11」                                    |                      | 羽田健太郎     | 羽田健太郎                       |            | 7:28  |
| 21.       | 「未使用曲12」                                    |                      | 羽田健太郎     | 羽田健太郎                       |            | 1:47  |
| 22.       | 「未使用曲13」                                    |                      | 羽田健太郎     | 羽田健太郎                       |            | 1:12  |
| 23.       | 「未使用曲14」                                    |                      | 羽田健太郎     | 羽田健太郎                       |            | 0:16  |
| 合計時間: | 合計時間:                                         | 合計時間:            | 合計時間:      | 合計時間:                        | 合計時間:  | 69:26 |

### 発売履歴
| 発売日         | レーベル             | 規格 | 規格品番   | 備考                                     |
| -------------- | -------------------- | ---- | ---------- | ---------------------------------------- |
| 1979年12月1日  | キャニオン・レコード | LP   | C25A-0075  |                                          |
| 1979年12月1日  | ポニー               | CT   | 25P-7100   |                                          |
| 1995年9月21日  | ポニー・キャニオン   | CD   | PCCA-00816 | CD選書                                   |
| 2022年10月28日 | KADOKAWA             | CD   | DAXA-5873  |                                          |
| 2023年7月5日   | CINEMA-KAN           | CD   | CINK-107   | デジタルリマスター版、ジャケットが異なる |

## シングル

### 「戦国自衛隊のテーマ」

#### 解説
両曲とも、歌：松村とおる。
ジャケットは、映画「戦国自衛隊」をバックにしている。

#### 収録曲
SIDE A
1. 戦国自衛隊のテーマ  –  (4:30)
  - 演奏：WASH

SIDE B
1. 愛よ静かに帰れ  –  (3:17)
  - 演奏：センチメンタル・シティ・ロマンス

#### レコーディング・スタッフ
- プロデューサー：荒川勝
- レコーディング・エンジニア：高橋敏彦

#### カバー
- 甲斐よしひろ（2008年2月20日）  –  カバー・アルバム『TEN STORIES 2』で、「戦国自衛隊のテーマ」をカバーしている。

### 「ララバイ・オブ・ユー / LULLABY OF YOU」

#### 解説
エンディングテーマ。ジャケットは、映画「戦国自衛隊」をバックにしたものと、ジョー山中が自分の子供と一緒に写っているものと2種類ある。

#### 収録曲
SIDE A
1. ララバイ・オブ・ユー / LULLABY OF YOU  –  (5:40)

SIDE B
1. もうなくすものはない / NOTHING TO LOSE ANYMORE  –  (4:25)

#### レコーディング・スタッフ
- プロデューサー：折田育造、井上堯之
- エグゼクティブ・プロデューサー：中井國ニ
- レコーディング・エンジニア：島雄一、アンドリュー・マクドナルド

#### カバー
- 宇崎竜童（2008年10月1日）  –  アルバム『ブルースで死にな』で、「ララバイ・オブ・ユー / LULLABY OF YOU」をセルフ・カバーしている。

### 「スクリーンに雨が降る」

#### 解説
両曲とも、歌：高橋研。
ジャケットは、映画『戦国自衛隊』をバックにしている。

#### 収録曲
SIDE A
1. スクリーンに雨が降る  –  (4:43)

SIDE B
1. ジャイアント・シティ / GIANT CITY  –  (3:40)

#### レコーディング・スタッフ
- プロデューサー：金子陽彦
- レコーディング・エンジニア：佐藤和弥

### 「ドリーマー / DREAMER」

#### 解説
両曲とも、歌・演奏：井上堯之。
ジャケットは、映画「戦国自衛隊」をバックにしている。

#### 収録曲
SIDE A
1. ドリーマー / DREAMER  –  (5:58)

SIDE B
1. 終りのない旅 / ENDLESS WAY  –  (4:25)

#### レコーディング・スタッフ
- プロデューサー：折田育造、井上堯之
- エグゼクティブ・プロデューサー：中井國ニ
- レコーディング・エンジニア：島雄一、アンドリュー・マクドナルド

### 収録アルバム
- 戦国自衛隊 オリジナル・サウンドトラック
- 角川映画スペシャル（1985年7月20日、東芝EMI、LP:WTP-90335、CD:CA32-1144） –  「戦国自衛隊のテーマ」収録。
- 角川映画主題歌集 ～デラックス（2011年1月26日、EMIミュージック・ジャパン、TOCT-27034/5） –  「戦国自衛隊のテーマ」収録。
- 角川映画主題歌集（2011年1月26日、EMIミュージック・ジャパン、TOCT-27036） –  「戦国自衛隊のテーマ」収録。
- 40周年記念コンピレーション ザ・角川映画スペシャル（2016年6月15日、ユニバーサルミュージック、UPCY-7141/2） –  「戦国自衛隊のテーマ」収録。